# غريغ سيموندز
غريغ سيموندز (بالإنجليزية: Gregory Simmonds)‏ هو لاعب كرة قدم جامايكي في مركز الهجوم، ولد في 6 ديسمبر 1975 في كينغستون في جامايكا. لعب مع تشارلستون بيتري ودي.سي. يونايتد وريتشموند كيكرز وفيرجينيا بيتش مارينرز وميامي فيوشن.

## وصلات خارجية
- غريغ سيموندز على موقع الدوري الأمريكي (الإنجليزية)